# علم الغدد الصماء للأبوة والأمومة
لقد كان علم الغدد الصماء للأبوة والأمومة موضوع دراسة كبيرة مع التركيز على كل من الإناث والذكور البشرية والإناث والذكور من أنواع الثدييات الأخرى. الأبوة والأمومة كمشكلة تكيفية في الثدييات تتضمن إشارات محددة من الغدد الصماء تم اختيارها بشكل طبيعي للاستجابة لتلميحات الرضع والمدخلات البيئية. وتشمل هذه الإشارات البصرية، مثل خصائص الوجه، أو في بعض الأنواع التي تبتسم، والإشارات السمعية، مثل النطق، والإشارات الشمية، والتحفيز اللمسي. يُشار إلى هرمون الأوكسيتوسين عادةً في الأبوة والأمومة، ولكن العديد من الهرمونات الأخرى تنقل المعلومات الأساسية التي تؤدي إلى اختلافات في السلوك. وتشمل هذه الإستروجين والبروجسترون والبرولاكتين والكورتيزول والتستوستيرون. في حين أن الهرمونات ليست ضرورية للتعبير عن سلوك الأم، إلا أنها قد تؤثر عليه.
استنادًا إلى أدلة الأنواع المتقاطعة، تم الحفاظ على بعض جوانب هذه الآليات نسبيًا من القوارض إلى البشر، مما يعني أن هذه الآليات قابلة للتكيف مع الأبوة والأمومة في الثدييات وأن بيئة التكيف التطوري لبعض آليات الأبوة قد تكون قد تطورت عندما تطورت الثدييات لأول مرة. تكمن أهمية هذه الآليات في تنظيم استثمار الوالدين وإبلاغ الأبناء عن بيئتهم، وخاصة تلك التي تنطوي على الاستجابة والحساسية. يتم ذكر هذه بشكل شائع في البشر كخصائص أبوية مهمة تُعلم أطفالهم عن بيئاتهم.

## الإستروجين والبروجستيرون والبرولاكتين والأوكسيتوسين

### الإناث غير البشرية
يمكن استخدام العديد من الدراسات غير البشرية كنماذج محتملة لكل من البشر ولإظهار الحفاظ على النشوء والتطور لبعض إشارات الغدد الصماء. هرمون الاستروجين والبروجستيرون الذي يفرزه المبيض أثناء الحمل يجعل مستقبلات الأوكسيتوسين أكثر حساسية في إناث الفئران  ويرتبط بظهور سلوكيات الأمهات في الأنواع الأخرى أيضًا.  وجد مايستريبيري علاقة مشابهة جدًا حيث يتم زيادة هرمون الاستروجين والبروجستيرون أثناء الحمل بينما يزداد الأوكسيتوسين بعد الولادة. يبدو أن وجود الإستروجين والبروجستيرون والإستراديول في الثدييات الحوامل في بعض الأنواع يظهر ارتباطًا بسلوك الأم في الثدييات قبل وبعد ولادة نسلها وكذلك في التفاعلات مع ذرية أخرى.
ومع ذلك، فإن الزيادة في الهرمونات تؤثر على سلوك الأم، ولكنها ليست دائمًا سبب ظهور سلوك الأم عند الإناث. بعض الدراسات التي أجريت على الرئيسيات (المقّدمات) التي يكون فيها زيادة هرمون الاستروجين والبروجسترون لهما علاقة سلبية أو غائبة مع استجابة الأم، توجد في قرد القرد الأسود، غوريلا الأراضي المنخفضة، والبابون. بدلاً من ذلك، أظهرت إحدى الدراسات التجريبية أن الفئران التي لا تولد، والتي تميل إلى تجنب الجراء، تم نقلها بدم الفئران بعد الولادة الذي يحتوي على نسبة عالية من الإستروجين والبروجسترون مما أدى إلى الاستجابة لإشارات الجراء. بسبب هذا الاختلاف بين الأنواع، فإن تأثيرات الهرمونات المدرجة لا تعطي وزنا كبيرا للحفاظ على التطور الوراثي لآليات الغدد الصم العصبية هذه؛ على الرغم من أن سالتزمان يشير إلى أن البنية الاجتماعية لبعض الأنواع قد تكون مهمة. في الأنواع الاجتماعية، يعتمد التعرض السابق للرضع بشكل أقل على هذه الهرمونات لتفعيل الآليات وأكثر على تعديل سلوك الأم، لأن سلوكيات الأبوة والأمومة لا تعتمد دائمًا على الهرمونات.
من ناحية أخرى، في الرئيسيات غير البشرية، وتحديدًا الإناث المرضعات من عدة أنواع، هناك علاقة مقلقة مع زيادة هرمون الاستروجين والبروجسترون والبرولاكتين. وتشمل هذه الأنواع قرد القرد الأسود، قرد البابون، قرود المكاك الريسوسية، والغوريلا. تؤدي الإشارات الذاتية، مثل زيادة هرمون الاستروجين مقارنة بانخفاض هرمون البروجسترون، إلى زيادة مستويات البرولاكتين، «هرمون الرضاعة»، في مجرى الدم. علاوة على ذلك، فإن الإشارات الخارجية من الأطفال مثل الرضاعة تحفز هذه الآلية. تم العثور على هرمون الأوكسيتوسين، على غرار البرولاكتين، لزيادة مع زيادة هرمون الاستروجين ووجود إشارات الرضع مثل الرضاعة.
تم العثور على الأوكسيتوسين في الأنواع الأخرى غير البشرية لمنع رفض النسل؛ الأوكسيتوسين ضروري لتقديم الرعاية الحساسة. تتضمن بعض الأمثلة المحددة دراسة فرانسيس على إناث الفئران التي ربطت كمية عالية من مستقبلات الأوكسيتوسين بزيادة الاستمالة، ودراسة أخرى أجرتها مايستريبيري والتي ربطت مستويات الأوكسيتوسين في قرود المكاك طليقة النطاق بزيادة التمريض والاستمالة.
ومع ذلك، فإن النتائج التجريبية أقل حسمًا. كما ذكرنا سابقًا، الفئران عديمة الولادة لا تستجيب لنداءات الجراء، ولكن عند إعطائها مع الأوكسيتوسين، فإنها تستجيب. قامت دراسة مماثلة أجراها هولمون وجوي باختبار إناث ريسوس عديمة الولادة، حيث لم يؤد سلوكهن بعد الحقن إلى استجابة شديدة للرضع، ومع ذلك، أظهر البالغون تغييرًا في سلوكهم مع زيادة ملحوظة في القرب واللمس. غالبًا ما يوصف الأوكسيتوسين بأنه هرمون يسهل الترابط وليس هرمونًا يزيد الرعاية بشكل مباشر. أيضًا، كانت الفئران تستجيب لنداءات الجراء ولم يكن الرضع المكاك الريسوسي بالضرورة يقدمون إشارات من شأنها تحفيز رعاية الأم ودعمها. يقترح سالتزمان أن هذا يرجع إلى أن الرئيسيات تعيش اجتماعيًا ولها مسار تنموي أبطأ، حيث يكون التعلم أكثر أهمية.
قد تؤدي وظيفة الأوكسيتوسين إلى زيادة في سلوك الأم عن طريق تقليل القلق لاحقًا حيث وجد أنه ينظم القلق والاعتراف الاجتماعي والتعامل مع الإجهاد. وجدت الدراسات المبكرة أن الأوكسيتوسين يؤثر على سلوك الأمهات لدى الفئران اعتمادًا على البيئة التي وُضعت فيها. يبدو أن الأوكسيتوسين له تأثير معاكس على القلق، لذلك عند وضعه في بيئة جديدة على عكس البيئة المألوفة، كانت الفئران الأم أكثر قدرة على التعامل مع مستويات الإجهاد المرتفعة بسبب زيادة مستويات الأوكسيتوسين لديهم.

### إناث بشرية
كما هو الحال في العديد من الحيوانات غير البشرية، تمر الأمهات من البشر بفترة ارتفاع هرمون البروجسترون أثناء الحمل، يتبعها انخفاض في هرمون البروجسترون وزيادة لاحقة في هرمون الاستروجين والبرولاكتين والأوكسيتوسين بالقرب من الولادة. خلال فترة الحمل وبعد الولادة، ترتبط نسبة عالية من الاستراديول إلى البروجسترون بالإبلاغ عن زيادة شعور الأمهات بالتعلق. المستويات المرتفعة من البروجسترون، المرتبطة بالحمل، تثبط البرولاكتين وبالتالي الإرضاع. يزداد البرولاكتين خلال المراحل الأولى من الرضاعة ويمكن تحفيزها عن طريق الإستروجين ولكن ليس البروجسترون. ومع ذلك، تركز الأبحاث على دور البرولاكتين في الرضاعة الطبيعية وبدرجة أقل على السلوكيات الأخرى. يزيد البرولاكتين مع إرضاع الرضيع، ولكن ليس الأشكال الأخرى من ملامسة الرضيع. من ناحية أخرى، يزداد الأوكسيتوسين مع كل من الرضاعة، والاتصال الجسدي لدى الإناث من البشر.
ترتبط مستويات الأوكسيتوسين في الإناث بدرجة من المودة الجسدية والترابط. وجد فيلدمان (2010) أن الأمهات اللائي أظهرن "اتصال حنون عالي" قد زادت مستويات الأوكسيتوسين بعد التفاعل، ولكن ليس الأمهات اللائي أظهرن "اتصال حنون منخفض. يزيد من الأوكسيتوسين والأوكسيتوسين يزيد من سلوك الأم ويسهل الترابط. في إحدى الدراسات، لعب الأوكسيتوسين أيضًا دورًا في إبلاغ الأم عن ارتباطها بجنينها. أظهرت الدراسات أن الأوكسيتوسين في البلازما عند النساء الحوامل أعلى مقارنة بالنساء غير الحوامل.

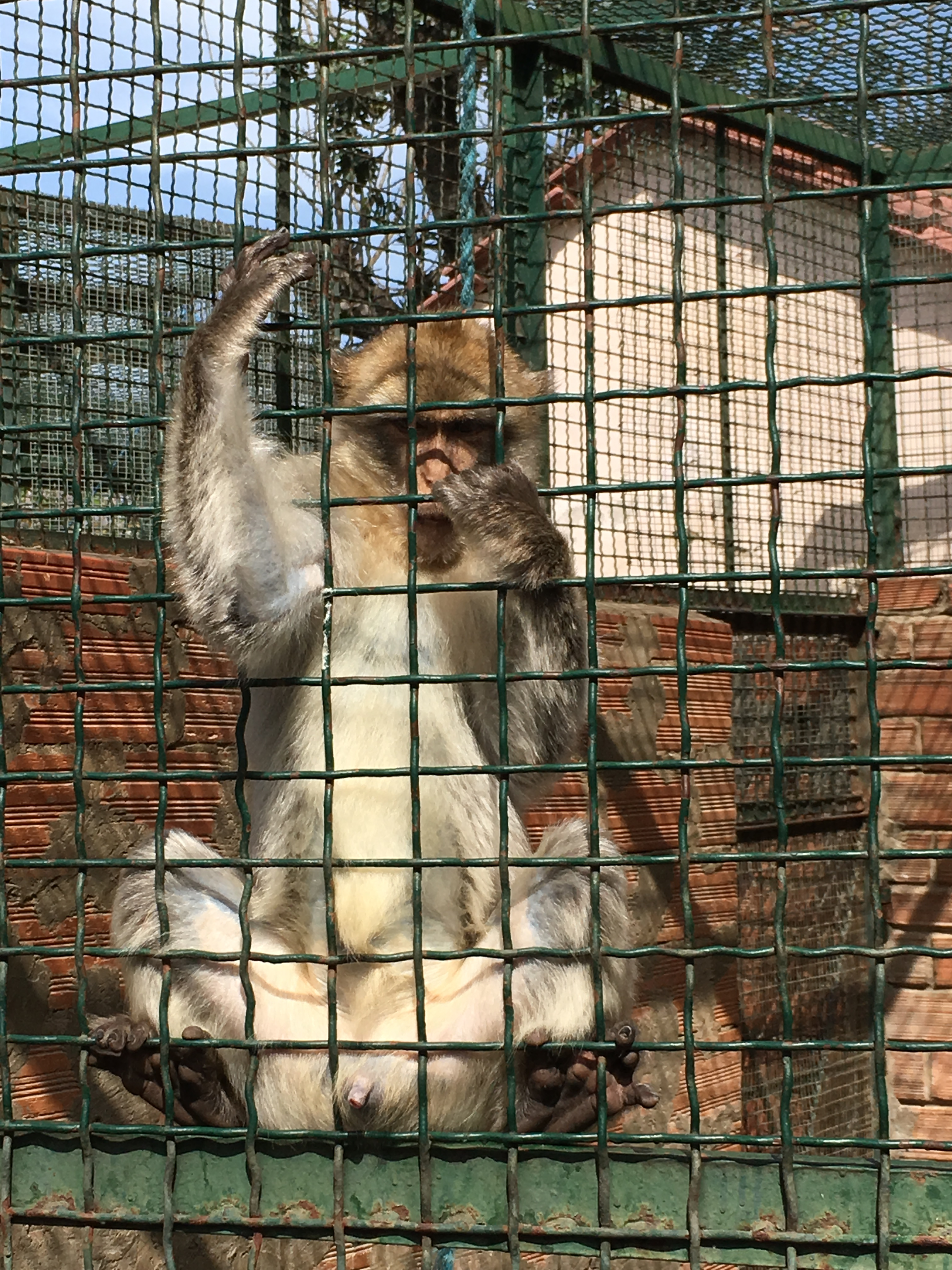
الرئيسيات

### ذكور غير بشر
يدرك العلماء أن رعاية الأب لا يتم تحضيرها بنفس طريقة رعاية الأم لمجرد أن الذكور لا يخضعون للحمل. لذلك، لا يمر الذكور بنفس التغيرات الهرمونية التي تمر بها النساء. إن أبسط طريقة، من خلال الانتقاء الطبيعي، لتطور رعاية الأب أو الحفاظ عليها هي استخدام نفس المسارات أو مسارات مماثلة مثل الإناث. يقترح العلماء أن الآباء المرتبطين بالزواج ويقضون وقتًا مع الأم التي ستصبح قريبًا قد ينشطون مسارات الأب من خلال إشارات مختلفة.
يزداد استراديول قبل ولادة نسلهم في قرد القرد الأسود ذو الأذن المعنقة والهامستر القزم وربما ينشط مسارات معينة تشارك في سلوك الأب. هذا مشابه للإستروجين والبروجسترون عند النساء الحوامل. ومع ذلك، فإن التلاعب في استراديول لا يزيد أو يقلل من السلوكيات الأبوية. قد يكون هذا مشابهًا لاستنتاج أن النساء اللواتي لا يرضعن أو لا يولدن عن طريق المهبل ما زلن يستجيبن لأطفالهن. مثل الأمهات الحوامل والأمهات الجدد، فإن الآباء في ثدييات متعددة لديهم مستويات مرتفعة من البرولاكتين مقارنة بغير الآباء. تشمل هذه الأنواع فئران كاليفورنيا، الجربوع المنغولي، الهامستر القزم، الميركات، القرد، والتمران القطني. ومع ذلك، فإن الدراسات المذكورة سابقًا لها إشارات مختلفة وترتبط بسلوكيات أبوية مختلفة، وقد يكون هذا بسبب آليات محددة للأنواع أو ببساطة سياقات مختلفة. الأنواع المذكورة أعلاه ثنائية الوالدين، ولم تكن مستويات البرولاكتين المرتفعة في الذكور مقتصرة على الآباء. هناك نتائج متباينة بين تأثيرات الأوكسيتوسين على رعاية الأب بين الذكور من الأنواع المختلفة. لم تتغير مستويات الأوكسيتوسين في فئران كاليفورنيا قبل وبعد أن تصبح آباءً، ولكن مقدار تعرض الأب للجرذان يرتبط بزيادة الأوكسيتوسين وزيادة الرعاية. ومع ذلك، تظهر العديد من الدراسات على الأنواع ثنائية الوالدين ارتباطًا بين رعاية الأب والأوكسيتوسين. نظرًا لأن الأنواع في هذه الدراسات ثنائية الوالدين، باستثناء الفئران، فمن غير الواضح سبب عدم حدوث تغيير في الأوكسيتوسين في فئران كاليفورنيا بعد الولادة.

### ذكور البشر
في الأمهات البشرية، يرتبط الأوكسيتوسين بارتفاع الاتصال الجسدي والمودة. ومع ذلك، تظهر الدراسات التي أُجريت على الآباء أن الأوكسيتوسين مرتبط بالتلامس التحفيزي العالي واللعب الاستكشافي. يدعم هذا ثلاث فرضيات:
1. يلعب الآباء والأمهات أدوارًا مختلفة.
2. للآباء مسارات متشابهة.
3. أن هناك أوجه تشابه مع النماذج الحيوانية، بافتراض أن وجود كمية كبيرة من مستقبلات OT في الحيوانات غير البشرية يرتبط بكمية عالية من الأوكسيتوسين.
عرضت إحدى الدراسات التأثيرات المقترحة للأوكسيتوسين على رجال تسيماني الذين كانوا يصطادون لفترات متفاوتة من الزمن. بمجرد عودة الرجال إلى المنزل، وجد أن مستويات الأوكسيتوسين كانت أعلى لدى الرجال الذين قاموا بالصيد لفترات أطول من الوقت. نتيجة لفترة أطول في الصيد، كان يُعتقد أن المستويات المتزايدة من الأوكسيتوسين مرتبطة ببعضها البعض بالتواصل الاجتماعي العائلي الذي يعود تاريخه إلى الماضي التطوري للبشر.

### مقارنة بين الاستروجين والبروجسترون والبرولاكتين والأوكسيتوسين بين الأنواع والجنس
عبر العديد من الأنواع وفي بعض الحالات عبر الجنسين، هناك دليل على الحفاظ على النشوء والتطور لهرمونات الوالدين. وتشمل هذه العلاقات بين هرمونات الاستروجين والبروجسترون والبرولاكتين والأوكسيتوسين. في الذكور عبر الأنواع، بما في ذلك البشر، ترتبط زيادة مستويات البرولاكتين بالأبوة.
في كل من الرئيسيات غير البشرية والبشر، غالبًا ما يتبع الزيادة في هرمون الاستروجين والبروجسترون أثناء الحمل انخفاض في هرمون البروجسترون وزيادة في البرولاكتين، بعد الولادة. استخدمت إحدى الدراسات غرسات Silastic تحتوي على استراديول وبروجستيرون والتي تم زرعها في فئران عديمة الولادة والتي إما حافظت على وظيفة الغدد النخامية أو خضعت لعملية استئصال الغدة النخامية لتحديد المدة الزمنية لرعاية الأم. الفئران المصابة باستئصال الغدة النخامية التي تعرضت لهذه الظروف لمدة 5-6 أيام لم تتأثر بالعلاج وبالتالي لم تحفز أي سلوك أمومي. ومع ذلك، فقد وجد أن الفئران التي لديها غدد نخامية عاملة أظهرت سلوك الأم في غضون 3-4 أيام.
في بعض الدراسات التي أجريت على الإناث عبر الأنواع، يرتبط الاستروجين والبروجسترون قبل الولادة أيضًا بالأوكسيتوسين. على الرغم من أن العلاقات بين هذه الهرمونات متشابهة عبر الأنواع، إلا أن هناك تباينًا في درجة تأثير الأوكسيتوسين على السلوك. على سبيل المثال، في بعض الأنواع، مثل الجرذان، تؤدي زيادة الأوكسيتوسين إلى زيادة التفاعل مع الرضع بشكل كبير، ولكن زيادة الأوكسيتوسين في قرود المكاك أدت إلى زيادة بسيطة في التفاعلات. ومع ذلك، تكمن الأهمية هنا في أن الأوكسيتوسين زاد من التفاعلات في جميع الدراسات المذكورة ذات الصلة للإناث، بالإضافة إلى غالبية الدراسات المذكورة للذكور.
يكون تأثير الأوكسيتوسين أكثر تباينًا لدى الآباء عبر الأنواع، ولكن بشكل عام يرتبط الأوكسيتوسين بزيادة رعاية الأب. في الآباء البشريين، ترتبط زيادة الأوكسيتوسين بزيادة المشاركة، ولكن نوع المشاركة يختلف بين الآباء والأمهات، حيث يركز الآباء أكثر على الاتصال التحفيزي واللعب الاستكشافي. يرتبط الأوكسيتوسين في الأمهات البشرية بالرعاية العامة والمودة. فحصت إحدى الدراسات الآثار التي تحدثها رشاش الأوكسيتوسين عن طريق الأنف فيما يتعلق بتجارب الطفولة لدى الأفراد من العقاب عن طريق انسحاب حب الأم. لقد وجد أن تأثيرات الأوكسيتوسين كانت غائبة لدى الأفراد الذين عانوا من انسحاب حب الأم العالي مما يشير إلى أن السلوك الأبوي المرتبط بالانسحاب يسبب تغيرات في التعبير الجيني لمستويات الأوكسيتوسين الذاتية التي تؤثر على أطفالهم في مرحلة البلوغ.